# 员村街道
员村街道，是中华人民共和国广东省广州市天河区下辖的一个乡镇级行政单位。
全街面积5.37平方公里。总人口124725人，其中常住人口47059人，外来暂住人口77666人，人口密度每平方公里23226人。。

## 行政区划
员村街道下辖以下地区：
新街社区、华颖社区、绢麻社区、员村二横路社区、新村社区、侨颖社区、程界西社区、程界东社区、美林海岸社区、新墟社区、员村四横路社区、昌乐园社区、山顶社区和南富社区。

## 主要设施及机构
- 中山大学附属第六医院
- 广州红专厂艺术区（已关闭）
- 广州市第四十四中学

## 交通

### 地铁
█广州地铁5号线：员村站、科韵路站
█广州地铁11号线：员村站